# Rhomboda moulmeinensis
Rhomboda moulmeinensis là một loài thực vật có hoa trong họ Lan. Loài này được (E.C.Parish & Rchb.f.) Ormerod miêu tả khoa học đầu tiên năm 1995.